# Acido sinapico
L'acido sinapico è un acido carbossilico. È un derivato sostituito dell'acido trans-cinnamico. È comunemente utilizzato come matrice nella spettrometria di massa con tecnica MALDI.